# TV8 (Italia)
TV8 è un canale televisivo italiano privato edito da Sky Italia S.r.l., società appartenente al gruppo Sky Italia, caratterizzato da una programmazione generalista, composta principalmente da repliche di film, di serie TV, di programmi di intrattenimento e di eventi sportivi già trasmessi sulla piattaforma pay di Comcast e da altre reti e piattaforme televisive, con qualche esclusiva assoluta e trasmissione in simulcast.
Lo speaker ufficiale del canale è il doppiatore Federico Zanandrea.

## Storia
Il canale nasce dalla cessione, da parte del gruppo Viacom International Media Networks Italia, delle attività del canale 8 del digitale terrestre e dell'ex società produttrice di MTV Italia a Sky Italia.
Il 31 luglio 2015 Sky Italia acquista dunque da Viacom la società MTV Italia S.r.l., editrice dello storico canale MTV, che viene ridenominata Nuova Società Televisiva Italiana; la titolarità del marchio MTV rimane comunque a Viacom, mantenendo la numerazione LCN al canale 8. Parallelamente, il 1º agosto 2015, arriva in esclusiva su Sky al canale 133 MTV Next, che trasmette una programmazione simile all'emittente originale.

### Il rebrand: da MTV8 a TV8
Per un breve periodo il canale ha mantenuto il nome MTV fino alla mattina del 16 settembre 2015, quando ha cambiato nome e logo in MTV8. Dallo stesso mese cominciano ad essere trasmesse durante il daytime, insieme alle produzioni del precedente gruppo editoriale Viacom, repliche di vari programmi già trasmessi dai canali Sky (tra cui i talent show America's Got Talent, Britain's Got Talent, The X Factor UK e Hell's Kitchen USA), oltre che eventi sportivi in chiaro di cui Sky Italia possiede i diritti, come il Motomondiale (gare trasmesse anche su Cielo in simulcast e per lo più in differita) e la UEFA Europa League (una partita delle squadre italiane in simulcast con Sky Sport e il relativo approfondimento condotto da Alessandro Bonan e Federica Fontana, con ospiti in studio Gianni De Biasi ed Alessandro Costacurta con Fayna), oltre ad alcune partite in differita della Coppa del Mondo di Rugby. Vi sono anche alcune produzioni di documentari dal genere crime, che qualificano la rete come un canale semigeneralista.
Dal 13 settembre 2015 vengono trasmesse, ogni domenica per 6 settimane, le audizioni di X Factor 9 in contemporanea con Cielo e dopo tre giorni dalla messa in onda sulla rete satellitare Sky Uno. Tuttavia la parte relativa ai live del talent show (ad eccezione della finale) rimane esclusiva assoluta di quest'ultimo.
Con il passaggio di proprietà vengono trasmessi quattro brevi spazi informativi quotidiani (di 5 o 15 minuti) a cura di Sky TG24, la prima alle 6:00, mentre le altre tre nel corso della mattinata. Con la nuova denominazione a MTV8, il telegiornale mattutino (dalle 6 alle 7:30) è in simulcast con Sky TG24. In casi di emergenze e fatti particolari, vengono trasmesse in simulcast anche le dirette straordinarie di Sky TG24.

### La programmazione
Il 7 dicembre fu trasmesso in prima serata X Factor 2015 Best of - La gara, uno speciale televisivo di tre ore e mezza che riassunse tutti i 7 live show del programma trasmessi su Sky Uno antecedenti alla finale. Il 10 dicembre fu trasmessa in chiaro, in simulcast con Cielo e Sky Uno, la finale di X Factor 2015. Dal 14 dicembre viene trasmesso Mamme sull'orlo di una crisi da ballo.
Dall'8 gennaio 2016 Sky decide di mandare in onda la seconda stagione di Hell's Kitchen Italia su TV8 e non più su Cielo, che aveva trasmesso la prima stagione. Da giugno 2016 viene decisa la stessa cosa per la prima stagione de Il contadino cerca moglie, trasmesso da Fox Life.
A partire dall'8 gennaio 2016, il canale subisce un restyling che mette in risalto il numero 8, e nei promo inizia ad essere chiamato semplicemente TV8; in occasione del restyling, viene scelto come testimonial del canale Claudio Bisio, che appare in alcuni spot che richiamano lo slogan Vedrai solo 8. Dalla stessa data viene aperto per la prima volta anche il sito web del canale e attivato lo streaming online. Il 20 gennaio Sky annuncia che il suo canale free trasmetterà Italia's Got Talent (programma in cui è presente lo stesso Claudio Bisio nelle vesti di giudice) in contemporanea con Sky Uno, dando così una prima (e unica) importante produzione al canale, seppur condivisa con la pay.
Dalla sera del 4 febbraio va in onda la rubrica calcistica Gol Collection, una raccolta dei gol dei principali campionati di calcio esteri (Premier League, Liga e Bundesliga) di cui Sky (anche tramite Fox Sports) detiene i diritti in esclusiva.

### Il cambio ufficiale del nome e di strategia
Dal 18 febbraio 2016, con la trasmissione del programma in prima visione assoluta Squadre da incubo (che dura solo una stagione), il canale assume la nuova denominazione ufficiale TV8, abbandonando definitivamente il marchio MTV, successivamente rilanciato da un nuovo editore su un'altra frequenza.
Il 22 febbraio esordisce in chiaro la nuova edizione in lingua italiana del docu-reality Cheaters - Tradimenti, condotto da Roberto Farnesi. Vengono trasmessi anche documentari in versione italiana prodotti originariamente in lingua inglese su personaggi famosi e divi del cinema o della musica, ovvero Scandali ad Hollywood ed Eredità da Star.
Dal 24 aprile 2016, TV8 rinnova i bumper Vedrai solo 8 con protagonisti Lodovica Comello, Frank Matano, Federica Fontana, Roberto Farnesi, Omar Fantini, Gianluca Fubelli ed altri personaggi di Sky. Viene trasmessa in esclusiva in chiaro su TV8 (e contemporaneamente su Sky Uno) la settima edizione di Italia's Got Talent, con la finale in diretta il 13 maggio 2016. Il 2 giugno debutta la serie Sleepy Hollow.
Su TV8 va in onda, in contemporanea con Sky Atlantic, il primo episodio di Dov'è Mario? con Corrado Guzzanti; la scelta viene fatta per promuovere la serie TV, i cui rimanenti episodi sarebbero andati in onda solo sul canale a pagamento.
TV8 trasmette inoltre numerosi film in prima serata, solitamente prime visioni in chiaro di film recenti andate in onda sulla pay TV; alcuni vengono trasmessi in cicli in specifici giorni della settimana, come Back to the Fantastic il lunedì (catastrofici, fantascienza, fantasy), Born Romantic il martedì (commedie, romantici), Happy Friday il venerdì (commedie, film, cartoni) Sabato in giallo il sabato, Ombre d'estate (drammatici, gialli) nel primo pomeriggio infrasettimanale durante l'estate; vi sono inoltre molti film natalizi in periodo festivo.
Vengono mandati in onda anche cicli di documentari, come Trip 8, nel quale viene intrapreso un viaggio nel mondo della droga, o Body & Me, riguardante il mondo della moda e del corpo femminile sotto varie forme.
Nella stagione 2016-2017, nel mese di giugno, per TV8 arrivano nove puntate, alle 8:30 del mattino (con replica alle 20:30), del programma Edicola Fiore, condotto da Fiorello e Stefano Meloccaro, trasmesse in differita di mezz'ora rispetto alla diretta su Sky Uno; nel mese di settembre esordisce il primo game show auto-prodotto da TV8 dal titolo Singing in the Car, condotto da Lodovica Comello e composto inizialmente da 20 puntate in onda dal lunedì al venerdì: entrambi i programmi si alternano la messa in onda nell'access prime time, ma senza ottenere grandi ascolti.
Successivamente, tra settembre e novembre, sono trasmesse ogni venerdì per sei settimane le audizioni di X Factor 10, a un giorno di distanza dalla messa in onda su Sky Uno, oltre ad un nuovo ciclo di 50 puntate di Edicola Fiore (sempre alle 8:30 con replica alle 20:30), ed ogni domenica la replica della quinta edizione di MasterChef Italia.
Durante il periodo natalizio va in onda in prima visione assoluta la prima e unica edizione italiana di Kid's Got Talent, versione per bambini di Italia's Got Talent condotta da Claudio Bisio e Lodovica Comello, seguito da una replica di Junior MasterChef Italia 3.
Dal 20 gennaio 2017 arriva il venerdì sera Il testimone, programma condotto da Pif, che torna così sul canale 8 del digitale terrestre dopo il passaggio di MTV Italia sul satellite (anch'esso in replica). Dal 23 gennaio arriva la seconda edizione di Singing in the Car. Il 13 febbraio debutta anche il nuovo talk show pomeridiano The Real. Dal 23 febbraio arriva anche l'ottava edizione di Italia's Got Talent ogni venerdì in prima serata. Dal 20 marzo tornano Fiorello e Stefano Meloccaro con Edicola Fiore in access prime time dal lunedì al venerdì, per poi lasciare spazio, tra maggio e giugno, alla terza stagione di Singing in the Car. Arrivano poi altri tre programmi già trasmessi dai canali Sky: dal 5 maggio ogni venerdì la terza edizione di Hell's Kitchen Italia, il 21 giugno la seconda edizione de Il contadino cerca moglie, condotta da Ilenia Lazzarin e durante l'estate Matrimonio a prima vista Italia.
Con la nuova stagione televisiva 2017-2018 la direttrice di TV8 Antonella D'Errico cancella ufficialmente The Real e Singing in the Car. Dal 27 agosto 2017 sul canale vanno in onda le repliche della sesta edizione di MasterChef Italia, ogni domenica in prima serata, seguito poi dalla replica della prima stagione di MasterChef Celebrity. Inoltre, a partire dal 28 agosto, debutta in access prime time il nuovo programma Guess My Age - Indovina l'età, condotto da Enrico Papi, in sostituzione di Singing in the Car. Dalla stessa data il canale comincia a mandare in onda i nuovi bumper Vedrai solo 8 con protagonista Alessandro Borghese, presente nel canale con la replica di 4 ristoranti e in seguito con altri programmi.
Il 4 settembre 2017, viene annunciato prima la chiusura di Edicola Fiore e poi l'arrivo sul canale delle repliche della seconda edizione del talent show Dance Dance Dance, trasmesso il giorno prima su Fox Life.
Alla presentazione della nuova stagione televisiva, Sky annuncia due nuove produzioni esclusive per la rete. La prima è The Comedians con Frank Matano e Claudio Bisio (durata una sola stagione), l'altra è Cuochi d'Italia con Alessandro Borghese, in onda dal 13 novembre 2017 e durata fino al 2021.
Nella stagione 2018 della Formula 1, con l'acquisizione in esclusiva assoluta dei diritti televisivi da parte di Sky e la scelta di non concedere ad altre TV la parte free, TV8 trasmette quattro gare in diretta e le restanti diciassette in differita.
TV8 dal 12 marzo 2018 trasmette un altro programma di cucina in esclusiva assoluta, Best Bakery - La migliore pasticceria d'Italia. Nel 2020 però esso trasloca su Sky Uno.
Il 16 marzo 2018, TV8 annuncia una nuova edizione italiana del Saturday Night Live (la quinta dopo le quattro versioni Mediaset), condotta da Claudio Bisio dal 7 aprile 2018.
L'11 settembre 2018 TV8 comunica che per i post partita di Europa League non andrà più in onda Goal Collection, ma il simulcast con Sky Sport del post partita Europa League Live; inoltre, nel primo turno, Milan e Lazio si alterneranno nella diretta del giovedì. La replica della settima stagione di MasterChef, dopo alcune puntate, si sposta dal martedì al mercoledì poi di nuovo al giorno originario.
Dal 16 ottobre 2018 inizia la quinta stagione di Cuochi d'Italia, uno dei pochi format inediti di TV8 insieme a Guess My Age - Indovina l'età e Vite da copertina; quest'ultimo ha per la prima volta una conduttrice in presenza, Alda D'Eusanio. Ad esse si aggiungono La notte dei record (remake de Lo show dei record) condotta da Enrico Papi e un altro programma di cucina condotto da Pupo, Pupi & Fornelli, che però non vengono rinnovati. Inoltre Sky decide di trasmettere in diretta non esclusiva in chiaro le gare della Superbike, riducendo a 6 le gare in diretta in chiaro di MotoGP.
Il 9 settembre 2019 inizia Ho qualcosa da dirti con Enrica Bonaccorti, unica novità esclusiva assoluta della stagione, che però chiude dopo la prima stagione. Da venerdì 13 settembre parte la tredicesima edizione di X Factor con la consolidata copertura free (24 ore di differita per le selezioni, 6 giorni per i live, e la finale in diretta); finite le selezioni, dal 25 ottobre vanno in onda le repliche dell'ottava edizione di MasterChef.

### Dal 2020 ad oggi
Il 20 gennaio 2020 Sky annuncia che TV8 non trasmetterà più lo studio MotoGP con Davide Camicioli, preferendovi quello già in onda su Sky Sport analogamente a quanto avvenuto per Europa League e Formula 1. Il 22 gennaio inizia la decima edizione di Italia's Got Talent.
Dal 13 maggio, insieme a Cielo, TV8 è disponibile su Tivùsat anche in HD.
Dal 21 giugno viene trasmessa in chiaro ogni domenica sera la serie TV Gomorra dalla prima alla quarta stagione.
Il 29 giugno 2020 debuttano due nuovi programmi auto-prodotti: il primo è Ogni mattina, dalle 10 alle 14 condotto da Alessio Viola ed Adriana Volpe, il secondo è il TG8, notiziario curato dalla redazione di Sky TG24 con un'unica edizione alle 12:00 all'interno del nuovo contenitore mattutino; dal 4 luglio 2020, ogni fine settimana, è seguito da TG8 Sport, notiziario sportivo curato dalla redazione di Sky Sport 24 e condotto da Davide Camicioli.
Durante la presentazione dei palinsesti viene annunciata, come unica novità assoluta, la messa in onda di Name That Tune - Indovina la canzone (rivisitazione sia del format Sarabanda che del programma americano omonimo), condotto per le prime due stagioni da Enrico Papi.
Il 28 luglio 2020 la versione in definizione standard cessa definitivamente le trasmissioni su Sky, mentre su Tivùsat viene marchiata come provvisoria e si avvisa che verrà spenta il 1º dicembre. Tale versione resta però disponibile sul digitale terrestre.
Dal 6 settembre 2020 Gomorra lascia spazio alla replica della nona edizione di MasterChef e si sposta al lunedì.
Dal 1º ottobre 2020 il canale, insieme a Cielo e Sky TG24, diventa disponibile nel mux Mediaset 1, mentre la versione presente sul mux TIMB 3 diventa provvisoria fino alla sua eliminazione avvenuta il 1º gennaio 2021.
Il 17 marzo 2021 va in onda in esclusiva assoluta Scemi da matrimonio, che propone in ogni puntata tre scherzi architettati da Mitch e Gibba durante tale evento.
Il 2 aprile il TG8 chiude a causa dei bassi ascolti, mentre dal 6 aprile il programma Ogni mattina, condotto da Adriana Volpe, sempre a causa dei bassi ascolti ottenuti, riduce la sua durata, terminando la messa in onda alle ore 12:00 anziché alle ore 14:00, per poi chiudere definitivamente il 25 giugno. Resta attivo invece il TG8 Sport (poi divenuto TV8 Sport), in onda solo prima delle differite di F1 e motomondiale.
Dal 20 aprile, il canale trasmette in seconda serata Mappe Criminali, un documentario in prima visione realizzato per la rete e condotto da Daniele Piervincenzi.
Il 23 giugno 2021 sui social della rete viene annunciato l'arrivo di Max Giusti, che sostituirà Enrico Papi (passato nel frattempo a Mediaset) alla conduzione di Guess My Age dal 1º settembre 2021.
Il 1º luglio 2021, in seguito ad una riorganizzazione di alcuni canali Sky, si trasferisce dalla posizione 121 alla 125.
Il 20 luglio 2021, attraverso un video postato sul profilo ufficiale del canale, viene annunciato l'arrivo di Elisabetta Canalis tra i volti della rete alla conduzione di Vite da copertina, subentrando a Rosanna Cancellieri. Il programma però chiude a marzo 2022.
La replica della decima edizione di MasterChef va in onda da domenica 29 agosto, mentre Alessandro Borghese sarà alla guida di due esclusive assolute: lo show culinario Piatto ricco e il gioco di origine spagnola Game of Talents, entrambi chiusi dopo una stagione. Sempre attraverso i canali social dell'emittente, viene annunciato che saranno replicate in chiaro la serie HBO The Undoing - Le verità non dette e la miniserie Sky Original Petra. Inoltre, con la nascita della Conference League, Sky decide di volta in volta quale competizione trasmettere in chiaro di giovedì. L'anno 2021 vede TV8 scendere negli ascolti per il secondo anno di fila, all'1,87%.
Il 1º gennaio 2022 TV8, Cielo e Sky TG24, passano nel mux TIMB 3 mentre diventano provvisorie le versioni del mux Mediaset 1.
Dall'8 marzo 2022, la versione in alta definizione del canale, arriva anche sul digitale terrestre all'LCN 8, 108 e 508.
Dal 2022 al 2024 trasmette, insieme a Sky Sport, le partite dell'Italia nel Sei Nazioni in diretta, precedute dai test-match autunnali contro All Blacks e Uruguay. Nel 2025 la messa in onda passa alle reti Rai.
Dopo sei edizioni in simulcast con Sky Uno Italia's Got Talent viene replicato sei giorni dopo rispetto alla messa in onda pay, con la finale in simulcast (come accaduto nel 2015); tale scelta porta però ad un calo degli ascolti, con la conseguente sospensione del format, poi perso in favore di Disney+.
Inoltre, vanno in diretta cinque gare per la Formula 1 e sei per la MotoGP, mentre resta in diretta integrale non esclusiva la Superbike. Guess My Age chiude ad aprile, lasciando spazio al programma di Alessandro Borghese, Celebrity Chef, seguito poi da Home restaurant di Giorgio Locatelli. Il canale decide poi di riprendere la messa in onda di Name That Tune - Indovina la canzone, affidandone la conduzione a Ciro Priello e Fabio Balsamo del collettivo The Jackal. Il 21 maggio 2022 viene trasmesso per la prima volta l'evento Radio Italia Live - Il concerto, in onda anche su Sky Uno.
Il 25 maggio 2022, in occasione della prima finale di UEFA Conference League tra Roma e Feyenoord, vinta dai giallorossi, il canale registra uno dei numeri di ascolti più alti di sempre del canale, con 3.293.000 spettatori e il 16,2% di share, risultando il canale tv più visto della serata.
Dalla stagione 2022-2023, oltre alle repliche dei programmi di Sky Uno, arrivano due nuovi volti per la rete: in estate e in autunno viene trasmesso in prima TV assoluta il dating Chi vuole sposare mia mamma? condotto da Caterina Balivo, mentre a settembre 2022 arriva il nuovo quiz 100% Italia con Nicola Savino (in sostituzione di Guess My Age). Nel preserale si alternano i succitati programmi di Borghese e Locatelli.
Dal mese di ottobre 2022, TV8 trasmette regolarmente in HD anche sul digitale terrestre.
Dal 14 novembre 2022, dopo una nuova replica delle prime quattro stagioni durante l'estate e l'autunno, TV8 trasmette in chiaro la quinta ed ultima stagione di Gomorra, a un anno di distanza dalla sua trasmissione pay su Sky Atlantic. Il 2022 vede un aumento dell'ascolto medio, che sale al 2,19%.
Il 25 gennaio 2023 parte la quarta e ultima edizione di Name That Tune - Indovina la canzone, condotta per la seconda volta da Ciro e Fabio dei The Jackal, a cui seguiranno quattro puntate in prime time di 100% Italia Special con ospiti VIP. Nello stesso anno, i palinsesti Sky annunciano due novità: per maggio, un nuovo programma condotto da Victoria Cabello e Paride Vitale, già vincitori di Pechino Express col nome di "Pazzeschi", intitolato proprio Viaggi pazzeschi e poi il ritorno in TV della Gialappa's Band con il Mago Forest in GialappaShow, trasmesso in simulcast con Sky Uno.
Il 12 aprile 2023 TV8 manda in onda ogni mercoledì per 4 settimane in replica la prima stagione di A casa tutti bene - La serie (già trasmessa su Sky tra il 2021 e il 2022); inizialmente in prima serata, poi in seconda serata, sempre di mercoledì sera.
A fine aprile 2023, Prime Video stipula un accordo con Sky per la trasmissione in chiaro su TV8 della copertura televisiva prodotta dalla società di Amazon della semifinale di UEFA Champions League tra Milan e Inter. In occasione della partita, il 10 maggio 2023 il canale registra il più alto risultato Auditel mai raggiunto con 7.490.000 spettatori con il 33,1% di share.
La stagione 2023-2024 non presenta novità di sorta: in aggiunta alle repliche delle produzioni Sky della stagione passata, sono rinnovate le esclusive 100% Italia e Celebrity Chef, con il GialappaShow sempre in simulcast con Sky Uno. Inoltre, a febbraio 2024 torna, sempre in replica, Italia's Got Talent, i cui diritti sono stati concessi da Disney+. Da aprile 2024, Nicola Savino conduce Tris per vincere, rivisitazione dello storico quiz Mediaset Il gioco dei 9 (in sostituzione di 100% Italia).
Dal 29 aprile 2024 il canale è visibile agli abbonati Sky anche tramite l'applicazione (gratuita) Sky Go su smartphone, tablet e PC.
Dalla stagione 2024-2025 (che non vede sostanziali variazioni nella programmazione), dopo l'acquisto parziale dei diritti di trasmissione della Champions League da parte di Sky, TV8 inizia a trasmettere le partite del mercoledì senza squadre italiane, ed anche quelle di Europa League; nel 2025 trasmette inoltre la semifinale di ritorno Inter-Barcellona, la finale Inter-PSG e la semifinale di Conference League Fiorentina-Betis. Con la nuova stagione, sempre nella fascia preserale, torna in onda 100% Italia, che chiude durante l'inverno.
Dal 22 ottobre parte inoltre la quarta stagione del GialappaShow.
A primavera 2025 arrivano tre programmi inediti: Casa contro casa, condotto da Fabrizio Zampetti, Foodish, condotto da Joe Bastianich e, a sorpresa, il reality show Money Road condotto da Fabio Caressa e trasmesso in simulcast con Sky Uno. A essi si aggiungono la quinta stagione del GialappaShow, e le prime due stagioni di Dinner Club (già distribuito su Prime Video).

## Loghi

1º agosto - 16 settembre 2015
16 settembre 2015 - 8 gennaio 2016
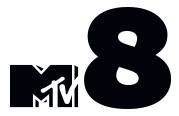
8 gennaio - 18 febbraio 2016
In uso dal 18 febbraio 2016

## Direttori
| Nome               | Periodo              |
| ------------------ | -------------------- |
| Antonella D'Errico | 2015-2018, 2021-2025 |
| Remo Tebaldi       | 2018-2021            |
| Giuseppe De Bellis | 2025-oggi            |

## Programmi

### Attuali

#### Intrattenimento
- GialappaShow (in simulcast con Sky Uno)
- In&Out - Niente di serio (in simulcast con Sky Uno)
- Bruno Barbieri - 4 hotel (repliche)
- Quattro matrimoni (repliche)
- Alessandro Borghese - 4 ristoranti (repliche)
- Pechino Express (repliche st. 9+)
- X Factor (st. 9+, repliche dei provini e finale in diretta; st. 11 anche la semifinale; st.12 anche i live in replica)
- MasterChef Italia (repliche st. 6+)
- Alessandro Borghese - Celebrity Chef
- Italia's Got Talent (simulcast con Sky Uno st. 7-11, repliche st. 12-13)
- Casa contro casa
- Foodish
- Money Road (in simulcast con Sky Uno)

#### Informazione
- TG24 - I giornali di oggi (diretta)
- TG24 Buongiorno (diretta)

#### Sport
- UEFA Champions League (una partita serale senza squadre italiane, in simulcast con Sky Sport, sotto il nome TV8 Champions Night, seguita a mezzanotte da uno spazio curato dalla Gialappa's band)
- UEFA Europa League (una partita serale di giovedì senza squadre italiane, in simulcast con Sky Sport)
- Europa League Live Sky Studio
- Paddock Live MotoGP
- Paddock Live Show
- Grid MotoGP
- Zona Rossa
- Motomondiale (nel 2025, sei gare in diretta in simulcast con Sky Sport MotoGP insieme a tutte le Sprint, tutte le altre in differita)
- Campionato mondiale di Formula 1 (nel 2025, le due gare italiane e le gare Sprint in diretta in simulcast con Sky Sport F1, tutte le altre in differita)
- Campionato mondiale Superbike (tutte le gare in diretta non esclusiva, tranne quelle in concomitanza con le dirette di MotoGP e/o F1) e Post SBK

#### Eventi cinematografici
- Golden Globe

## Ascolti

### Share mensile di TV8
Dati Auditel relativi al giorno medio mensile sul target individui 4+.
Nota: da maggio 2022 sono cambiati i criteri di valutazione di ascolti.
| Anno | Gen   | Feb   | Mar   | Apr   | Mag   | Giu   | Lug   | Ago   | Set   | Ott   | Nov   | Dic   | Media anno |
| ---- | ----- | ----- | ----- | ----- | ----- | ----- | ----- | ----- | ----- | ----- | ----- | ----- | ---------- |
| 2015 | -     | -     | -     | -     | -     | -     | -     | -     | -     | 0,84% | 0,90% | 1,01% | 0,24%      |
| 2016 | 1,07% | 1,03% | 1,17% | 1,41% | 1,56% | 1,43% | 1,51% | 1,56% | 1,69% | 1,48% | 1,41% | 1,35% | 1,37%      |
| 2017 | 1,47% | 1,40% | 1,67% | 1,84% | 1,63% | 1,90% | 1,85% | 2,22% | 2,13% | 2,10% | 1,97% | 1,90% | 1,83%      |
| 2018 | 1,77% | 1,67% | 1,81% | 1,91% | 1,83% | 2,12% | 2,13% | 2,33% | 2,35% | 2,17% | 2,08% | 2,06% | 2,02%      |
| 2019 | 2,25% | 2,00% | 2,21% | 2,13% | 2,09% | 2,19% | 2,45% | 2,51% | 2,55% | 2,10% | 2,09% | 2,11% | 2,22%      |
| 2020 | 2,27% | 1,98% | 1,93% | 2,02% | 2,08% | 2,14% | 2,21% | 2,77% | 2,25% | 1,84% | 1,83% | 1,82% | 2,09%      |
| 2021 | 1,69% | 1,68% | 1,69% | 1,80% | 1,84% | 1,92% | 2,22% | 2,17% | 2,06% | 1,84% | 1,67% | 1,90% | 1,85%      |
| 2022 | 1,74% | 1,51% | 2,18% | 1,80% | 2,60% | 2,50% | 2,67% | 2,70% | 2,48% | 2,36% | 2,26% | 2,77% | 2,19%      |
| 2023 | 2,60% | 2,01% | 2,08% | 2,33% | 2,59% | 2,81% | 2,51% | 2,51% | 2,56% | 2,35% | 2,44% | 2,69% | 2,44%      |
| 2024 | 2,43% | 2,01% | 2,27% | 2,22% | 2,40% | 2,20% | 2,39% | 2,51% | 2,65% | 2,46% | 2,50% | 2,66% | 2,39%      |
| 2025 | 2,63% | 2,04% | 2,31% | 2,60% | 3,20% | 2,41% |       |       |       |       |       |       |            |